# Битка код Исандлуане
Битка код Исандлуане, која се одиграла 22. јануара 1879. године током Англо-Зулу ратова представља најтежи пораз британских снага у сукобу са урођеницима. У бици која се одиграла у подножју планине Исандлуана, која се налази 10 mi (16 km) источно од реке Тугела у Зулуленду у Јужној Африци, мешовите британско-урођеничке снаге, којима су командовали потпуковник Хенри Пулин и пуковник Ентони Дарнфорд поражене су од стране Зулу армије. Британски губици износили су око 850 Eвропљана и око 450 Африканаца у британској служби (НДК). Само је 50 војника Европљана и 5 официра успело да побегне, а битку је преживело и неколико стотина Африканаца који су напустили логор пре него што је опкољен.

## Уводни догађаји

### Почетак рата
Дана 11. децембра 1878. године Британци су упутили ултиматум краљу Зулуа Кечвају. Кечвајо је одбио ултиматум након чега су Британци објавили рат. Лорд Челмсфорд, главнокомандујући британских снага покренуо је своје трупе из Питермарицбурга ка истуреном логору код Хелпмекара недалеко од Грејтауна. 9. јануара 1879. године британске снаге су се упутиле у правцу Рорковог прелаза да би, рано изјутра 11. јануара започеле прелаз преко реке Буфало и ушле у Зулуленд.

### Логор код Исандлуане
Британске снаге улогориле су се у подножју планине Исандлуана. Због величине кампа и тешко приступачног терена Британци су закључили да не постоји опасност од напада и нису предузели потребне мере опреза које су налагале да се запрежна кола поставе у круг око логора. Такође, уврежено мишљење је било да 1.000 британских војника наоружаних са Мартини-Хенри пушкама, које су биле супериорне у односу на застареле мускете којима су се користили Зулу, могу својом ватреном моћи да одбију било какав напад. Ипак, изостанак одбрамбених припрема се показао као један од главних узрока британског пораза који је уследио 22. јануара. Било је могуће улогорити се ближе планини Исандлуана и на тај начин обезбедити позадину британских снага, а затим искористити ватрену моћ да се одбију нападачи који су били бар десетоструко бројнији.
Основу британских снага под лордом Челмсфордом чинило је 12 пешадијских чета, по шест из 1. и 2. батаљона, прекаљеног 24. Ворикширског пешадијског пука; преостале британске снаге чинило је око 2.500 Африканаца припадника Наталског домородачког контингента под командом официра Европљана, неколико добровољачких коњичких јединица и артиљеријско одељење сачињено од 2 пољска топа и неколико Конгрејв ракетних лансера. Уколико се урачунају и возачи кола, носачи и слуге, британске снаге је чинило укупно 4.000 људи. Значајне снаге којима је располагао лорд Челмсфорд изискивале су велику комору која је требало да обезбеди њихово снабдевање.
По успостављању логора код Исандлуане, Челмсфорд је послао у извиђање два батаљона Наталског домородачког контингента. Они су се сукобили са деловима Зулу снага за које је Челмсфорд претпоставио да су претходница главнине Зулу снага. Поделио је своје снаге и са 2.500 људи – укључујући и половину британске пешадије – кренуо је у потрагу за Зулуима у намери да их присили на битку и нанесе им тежак пораз.

### Подељене снаге
За то време логор је обезбеђивало 5 чета (око 80-90 људи свака) 1. батаљона и једна ојачана чета (око 150 људи) 2. батаљона 24. Ворикширског пешадијског пука под командом потпуковника Хенри Пулина. Пулину је било изричито наређено да штити логор и да чека даља упутства уколико генералу затреба подршка. Поред британске пешадије Пулин је на располагању имао и 4 чете (око 500 људи) из Наталског домородачког контингента и око 200 коњаника из разних добровољачких јединица. Два пољска топа са око 70 артиљераца такође су остала да штите логор који је бранило укупно око 1.300 људи. Ове снаге су, у теорији, биле више него довољне да одбране логор, под условом да су биле добро распоређене, са заштићеним боковима и обезбеђеним редовним снабдевањем муницијом. Иако без значајнијег растиња, планина Исандлуана је била довољно неприступачна да обезбеди позадину британских снага које су могле да се распореде у полукругу око ње. Међутим, лош распоред британских снага у великој мери је одлучио исход битке која је уследила.
Командант логора Пулин је био администратор и није имао борбеног искуства. Без обзира на то, он је командовао значајном силом, нарочито ако се узме у обзир да је већину његових снага чинило 6 пешадијских чета регуларне војске прекаљених у колонијалним ратовима. У 7 сати изјутра британска коњичка извидница обавестила је о покретима Зулу снага, јачине око 4.000 људи, удаљених око 7 mi (11 km) од логора. Затим је уследило више извештаја у којима је уочено кретање неколико већих и мањих Зулу формација. У логору се спекулисало да ли ће се Зулу снаге упутити ка главнини снага или ка логору.
Око 10.30 пуковник Ентони Дурнфорд стигао је у логор из Рорковог прелаза са још 5 чета коњаника и 2  пешадијске чете Наталског домородачког контингента (у свему око 250 коњаника и 220 пешака) и британском ракетном батеријом (10 војника и 3 оруђа). Присуство два висока официра у логору поставило је питање команде, али Дурнфорд није оспорио Пулинову команду и након ручка је одлучио да нападне Зулу снаге, највероватније под претпоставком да је Челмсфордова позадина угрожена или је једноставно желео да искористи указану прилику и приграби за себе део славе (до тада се налазио у резерви код Рорковог прелаза). Затражио је једну чету 24. пешадијског пука, али га је Пулин одбио зато што су његова наређења била искључиво да брани логор. Дурнфорд је највероватније сматрао да ће се сукобити са не више од 500 Зулу ратника и није могао ни да претпостави да укупне Зулу снаге броје око 25.000 ратника.

## Битка

### Изненадни сусрет
Док је Челсмфорд и даље био у потрази за главнином Зулу снага, Зулу армија је вештим маневрисањем зашла у његову позадину са намером да нападне британски логор. Главнину Зулу снага открили су око 11.00 часова Дурнфордови коњаници из НДКпод командом  поручника Роу-а који су јурећи у потери за неколико Зулуа ушли у долину у којој су видели око 25.000 Зулу ратника како седе у тишини и ишчекују команду за почетак битке. Поставља се питање да ли је 22. јануар заиста био дан за који су Зулуи планирали почетак напада (тога дана се догодило делимично помрачење Сунца што по Зулу веровањима представља лош предзнак). Међутим, пошто је њихов положај већ био откривен, а налазили су се у идеалном положају за напад на британски логор, Зулу команданти издали су наредбу за напад. Роу-ови људи су се под борбом повукли у логор, а Пулин је одмах обавештен о ситуацији.
Напад Зулуа је отпочео класичним маневром под називом „рогови и груди бивола“, са циљем да у потпуности опколи британске положаје. Са Пулиновог положаја у логору прво је примећен десни рог и груди (центар) Зулу снага које су кренуле у напад. Руководећи се оним што је видео, Пулин је, уместо да збије снаге око кола с муницијом и ослони се о обронке Иснадлуане како би обезбедио своју позадину, одлучио да пошље прво једну, а затим и свих шест британских пешадијских чета на истурену ватрену линију како би зауставиле напад Зулуа. 

### Британски противнапад и повлачење
Дурнфорд је са својим домородачким снагама (5 чета коњаника и једна пешадијска чета која је пратила ракетну батерију) кренуо у противнапад. Ракетна батерија, која је заостала за коњицом, успела је да испали само један плотун, након чега је прегажена пошто се чета домородачких пешака која ју је пратила разбежала без борбе. Дурнфордови коњаници су, након сусрета са деловима Зулу центра, били принуђени да се повуку у суво речно корито на десном боку британског распореда, где су одлучили да пруже отпор. Преостале снаге НДК у логору (5 чета, око 550 људи) су држане у резерви, иако су многи од урођеника већ почели да напуштају бојно поље – отуда мањи број жртава међу британским домородачким снагама. Пулин је направио само једну мању измену у распореду својих снага и то 20 минута након почетка битке. Наредио је својим четама да се незнатно приближе кампу, што ипак није било довољно да би се створила добра одбрамена линија око логора.
Снажна ватра британских снага успела је да за извесно време заустави напредовање Зулу центра и да им нанесе тешке губитке. Морал британских снага био је на нивоу. Мартини-Хенри пушке су биле моћно оружје, а британски војници су били прекаљени у колонијалним ратовима. Ипак, Пулин није био свестан чињенице да су Зулу снаге прилазиле са незаштићеног британског бока у намери да у потпуности опколе логор и да га униште.

### Британски слом
Поставља се питање како и зашто су Британци изгубили битку.
- У првобитном извештају Хораса Смит-Доријена наведено је да су Британци имали тешкоћа са отварањем кутија са муницијом као и да је подофицир задужен за снабдевање био невољан да снабдева муницијом војнике из других чета. Недостатак муниције довео је до смањења интензитета британске ватре што је за последицу имало дезорганизовано повлачење британских снага.[2] (У каснијим сукобима са Зулуима, сандуци са муницијом су отварани унапред како би се убрзала дистрибуција муниције.)

Доналд Морис у „Прању копаља“ износи аргументе по којима су британски војници који су се борили предалеко од логора, остали без муниције, првенствено Данфордови људи који су држали десни бок британског распореда и који су у акцији били дуже од остатка британских снага, због чега је дошло до смањења брзине паљбе. Изнети аргументи сугеришу да је муниција била предалеко од ватрене линије и да 70 метака колико је сваки војник имао код себе није било довољно.
- Поред наведених разлога, пушке Мартини-Хенри су биле склоне заглављивању због високе температуре проузроковане великом брзином паљбе.

Такође се тврди да је Пулин, када му је постало јасно да паљба јењава, наредио повлачење британских снага у логор и да се ово повлачење претворило у бежање. У овом тренутку битке, Зулу снаге су прегазиле британске положаје таквом брзином да већина британских војника није имала времена да стави бајонет на пушку, а само мали број њих је успео да се прегрупише и пружи организован отпор. Овакво становише било је заступљено више деценија и постало је део фолклора који окружује битку.
- Другачији поглед на ток битке, који је недавно потркепљен доказима на самом бојишту, као што је рад Ијана Најта и потпуковника Снука (последњи је написао „Како да човек умре боље?“[тражи се извор] сугеришу да, иако Данфордови људи вероватно остали без муниције, већина војника на ватреној линији није. Највероватније је да је Данфордово повлачење које је оставило позадину и леви бок потпуно небрањене приморало Пулина да нареди повлачење у логор. Повлачење је обављено постепено и у реду (са изузетком Г чете 2. батаљона 24. пешадијског пука чији бок је након Данфордовог повлачења остао небрањен и која је прегажена за кратко време) и да су се британске јединице под борбом повукле у логор где је формирано више изолованих положаја са којих је пружен отпор до последњег војника. Докази који сведоче у прилог овој верзији могу се видети и данас на бојном пољу – више места на којима су пронађени груписани лешеви енглеских војника, а на једној локацији их је било чак 150, обележени су малим гомилицама белог камења.

Немогуће је тачно тврдити која од изнетих верзија је историјски тачна иако чињеница да су лешеви британских војника пронађени у великим збијеним групама говори у прилог томе да је британска војска пружила организован отпор до последњег тренутка. Наравно сведочанства преживелих учесника битке о хаосу у британским редовима и масакру који је уследио изложени су жестокој критици јер се претпостављало да су преживели услед гриже савести због тога што су оставили своје саборце на бојном пољу желели да представе брзи британски пораз као последицу дезорганизације и лошег командовања. На тај начин би њихово бекство са бојног поља стекло друштвено оправдање - ни један војник не жели да буде виђен како бежи са бојног поља док се његови другови боре на живот и смрт.
Оно што је било очигледно је да се пораз није могао избећи и да су област око логора – и пут ка Наталу дуж Избегличког прелаза – претворени у кланицу. У последњој фази битке уследила је борба прса у прса. Британци су се борили леђа уз леђа са бајонетима и кундацима након што би потрошили муницију. На крају су се борили џепним ножевима и песницама. Зулуи су и те како поштовали своје противнике, а нарочито њихове бајонете. Бес са којим су Зулуи нападали изненадио је све Британце, и војнике и цивиле. Све живо у логору је убијено, укључујући и животиње, цивиле и војнике. У нечему што је изгледао као најобичније варварско сакаћење, тела британских војника су била распорена. Међутим, радило се само о древном Зулу обичају по којем је тело противника требало распорити како би се ослободио дух погинулог и како би се спречило надимање тела. Многи лешеви су били више пута убодени копљима током Зулу ритуала „прање копаља“ у којем је сваки ратник био обавезан да убоде непријатеља, иако је већ мртав.

### Спасавање заставе
Један од преживелих био је поручник Хорас Смит-Доријен, који ће 35 година касније командовати Британским II корпусом у Фландрији, током Првог светског рата. Друга два официра, поручници Тигмут Мелвил и Невил Когхил су убијени током покушаја да пређу преко реке Буфало, 5 mi (8,0 km) унутар Натала, али су постхумно одликовани Викторијиним крстом због њиховог покушаја да спасу заставу пука. Пошто се медаља у то време није додељивала постхумно, званично су одликовани тек 1907. године. Међутим, нејасно је зашто је поручник Мелвил узео заставу. Према причи која је након битке кружила 24. пуком, у тренутку када је све било изгубљено, Пулин је наредио Мелвилу да спасе заставу како би се избегла срамота у случају њеног заробљавања. Међутим, ово наређење највероватније није било издато јер се претпоставља да је у овој фази битке Пулин већ био мртав. Други могући разлог је да је поручник имао намеру да под заставом окупи остатке свог пука. Уколико је то тачно, зашто није развио заставу и упутио се ка једном од жаришта отпора.  Викторијин крст је додељен још једном преживелом учеснику битке, редову Семјуелу Васалу, који је спасао једног од својих сабораца; орден му је додељен наредног септембра.

### Повратак британске главнине
Челмсфорд, који је тада био већ 11 km удаљен од логора имао је више индиција да је напад у току, али је због брдовитог терена и лоше прегледности бојишта био у немогућности да осмотри стање око логора због чега је одбацио све извештаје о нападу. Једна од стандардних процедура британске војске у случају напада на логор била је да се олабаве конопци на шаторима како се војници не би саплитали о њих. Како се кроз дурбин видело да шатори у логору још увек стоје усправно, Челмсфорд је закључио да логор није нападнут. Предвече 22. јануара Челмсфорд се са својим трупама вратио у логор и био је присиљен да преноћи на бојишту препуном страшних призора – иако су јединице пробуђене пре зоре како их не би обесхрабрио застрашујући призор бојишта. Упрско томе, многи војници су тог јутра били затечени призорима распорених и раскомаданих тела својих сабораца која су лежала на бојишту. Трупе су такође могле чути удаљене звуке битке и дим који се дизао из правца Рорковог прелаза.

## Епилог
Исандлуана је била Пирова победа за Зулу племена, не само због тешких губитака већ и због тога што су се страховања Зулу краља Кецваја о свеопштој подршци британске јавности рату остварила. Катастрофалан пораз британских снага је и најватреније поборнике антиратне политике приморао да пристану на отворен сукоб са Зулу краљевством. Зулуи су били лоше снабдевени ватреним оружјем и нису били добро обучени да га користе. Такође, упркос локалној премоћи у људству, људски ресусрси Зулуа нису могли да се пореде са људским ресурсима Британске империје што је постало очигледно у серији битака које су уследиле.
Резоновање британске владе је било тројако. „Прво“; Британци нису волели да трпе поразе ни од кога, а нарочито не од народа који су сматрали инфериорним, због чега је национални понос захтевао да непријатељ, иако је победио у једној бици, мора изгубити рат. „Друго“ се односило на последице на локалној политичкој сцени које су у великој мери могле утицати на резултате избора. „Треће“, морали су се узети у обзир интереси империје: уколико Британци не би били у стању да изборе брзу и ефикасну победу над Зулуима, то би послало сигнал да Британска империја није нерањива и да би пораз британске армије могао довести до промене политике. Британци су видели очигледну паралелу између тадашње позиције Британске империје и позиције Римског царства након битке у Теутобуршкој шуми. До тада, један од аргумената против рата са Зулуима био је тај да цена рата не би била оправдана, али уколико би успех Зулуа код Исандлуане охрабрио отпор других народа широм империје, онда би ангажовање средстава потребних да би се добио рат против Зулуа био дугорочно знатно јефтинији од средстава која би била потребна за гушење народних буна широм империје.
Убрзо након битке, око 4.000 Зулу ратника напало је мисионарску испоставу код Рорковог прелаза коју је бранило укупно 139 британских војника. Ипак, битка код Рорковог прелаза имала је сасвим другачији исход од битке код Исандлуане; Британци су нанели тешке губитке Зулуима и успешно су одбили њихов напад. Једанест Викторијиних крстова додељено је браниоцима Рорковог прелаза; највећи број Викторијиних крстова који је икада додељен учесницима у једној бици.
Након Рорковог прелаза, Британска армија је добила значајна појачања и извршила је инвазију Зулуленда, наносећи више пораза Зулу војсци. Током последње битке, битке за Улунди заробљен је Зулу краљ Кецвајо. Његови подкраљеви, охрабрени од стране Британаца, одлучили су да владају без признања централне власти тако да је, након пуштања на слободу краља Кецваја, Зулу краљевство престало да представља претњу Британској империји.
Захваљујући филму Зулу, многи људи су били у погрешној заблуди да су браниоци Исандлуане и Рорковог прелаза били Велшани. Заправо, пук је почео да регрутује Велшане тек деценију након Зулу ратова. Многи од војника су заправо били Енглези што је исправљено у филму Зора Зулуа.